# Slaget vid Krosno
Slaget vid Krosno ägde rum den 7 december 1655 under Karl X Gustavs polska krig. Polsk-litauiska trupper under befäl av Gabriel Wojniłłowicz besegrade de svenska trupperna, med stöd av sina polska allierade under överste Aleksander Pracki. Striden betraktades som en symbol för polskt motstånd mot svenskarna, eftersom det var den första polska segern i kriget.
I november 1655 tågade svenska trupper till staden Krosno, vars invånare öppnade portarna för dem. Przemysl Lands sejmik, som sammankallades där, svor trohet till kung Karl X Gustav. Snart därefter upptäckte invånarna i Krosno svenskarnas verkliga ansikte. Dessa plundrade och mördade stadens invånare och brände ner deras hus. Ett organiserat motstånd under överste Gabriel Wojniłłowicz avsade sitt löfte och anföll den svenska garnisonen, ihop med sina polska allierade. Svenskarna förlorade slaget, och polackerna återtog staden. Förrädarna, ihop med Pracki, hängdes på stadens torg, medan Wojniłłowicz och hans trupper tog sig till Biecz och Nowy Sącz.